# Pat Driscoll
Leonard Patrick „Pat” Driscoll (ur. 5 grudnia 1900 w Chiswick, zm. 8 czerwca 1983 na wyspie Hayling) – brytyjski kierowca wyścigowy.

## Kariera
W wyścigach samochodowych Driscoll startował głównie w wyścigach Grand Prix oraz w wyścigach samochodów sportowych. W latach 1932-1933, 1935 Brytyjczyk pojawiał się w stawce 24-godzinnego wyścigu Le Mans. W pierwszym sezonie startów uplasował się na trzeciej pozycji w klasie 1.5, a w klasyfikacji generalnej był siódmy. Rok później odniósł zwycięstwo w klasie 1.5. W sezonie 1935 nie zdołał osiągnąć linii mety.